# Piero Alva
Piero Alva (Lima, 14 de fevereiro de 1979) é um ex-futebolista profissional peruano, atacante.